# Квалификације за Афрички куп нација 2013.
Квалификације за Афрички куп нација 2013. је спортско такмичење које се одржава 2012. године, и на којем ће се одредити екипе које ће учествовати на афричком првенству у фудбалу 2013. године. У квалификацијама учествују 46 репрезентација из земаља чланица КАФ, а такмиче се за 15 места која воде на завршницу такмичења. Преостала место је додељено репрезентацији Јужне Африке, која се директно квалификовала за финални турнир као домаћин првенства.

## Систем такмичења
Укупно 46 репрезентација учествује у квалификацијама.
- Квалификациона рунда: Четири најслабије пласирана тима стартују из квалификационе рунде.
- Прва рунда: Два победника квалификационе рунде придружује се 26 репрезентацијама које се нису кфалификовале на Афрички куп нација 2012. године.
- Друга рунда: Четрнаест победника прве рунде придружује се 16 репрезентацијама које су се квалификовале на Афрички куп нација 2012. године.

Петнаест победника друге рунде квалификоваће се на Афрички куп нација 2013. године.

## Жреб
Жреб за квалификациону рунду и прву рунду одржао се 28. октобра 2011. године у Малабу у Екваторијалној Гвинеји.
| Слободни до друге рунде (Афрички куп нација 2012. квалификовани) | Слободни до прве рунде (Екипе које се нису квалификовале на Афрички куп нација 2012. и победници квалификационе рунде)                                     | Слободни до прве рунде (Екипе које се нису квалификовале на Афрички куп нација 2012. и победници квалификационе рунде)                  | Квалификациона рунда (Најслабије пласирани тимови) |
| --- | --- | --- | -------------------------------------------------- |
| Ангола · Боцвана · Буркина Фасо · Обала Слоноваче · Екваторијална Гвинеја · Габон · Гана · Гвинеја · Либија · Мали · Мароко · Нигер · Сенегал · Судан · Тунис · Замбија · | Алжир · Бенин · Бурунди · Камерун · Зеленортска Острва · Централноафричка Република · Чад · Конго · ДР Конго · Египат · Етиопија · Гамбија · Гвинеја Бисао | Кенија · Либерија · Мадагаскар · Малави · Мозамбик · Намибија · Нигерија · Руанда · Сијера Леоне · Танзанија · Того · Уганда · Зимбабве | Лесото · Сао Томе и Принсипе · Сејшели · Есватини  |

- Не учествују:  Комори,  Џибути,  Еритреја,  Мауританија,  Маурицијус,  Сомалија.

## Квалификациона рунда
- Играно 15 и 22. јануара 2012.

| Тим #1              | рез.         | Тим #2   | прва утакмица | друга утакмица |
| ------------------- | ------------ | -------- | ------------- | -------------- |
| Сејшели             | није играно1 | Есватини | —             | —              |
| Сао Томе и Принсипе | 1–0          | Лесото   | 1:0           | 0:0            |

Напомене
- Напомена 1:  Есватини одустао због финансијских проблема[1]  Сејшели прошли у прву рунду.

## Прва рунда
Прва рунда се игра 29. фебруара и 15-17 јуна 2012.
| Тим #1                     | рез. | Тим #2             | прва утакмица | друга утакмица |
| -------------------------- | ---- | ------------------ | ------------- | -------------- |
| Етиопија                   | 1:1  | Бенин              | 0:0           | 1:1            |
| Руанда                     | 0:2  | Нигерија           | 0:0           | 0:2            |
| Конго                      | 3:5  | Уганда             | 3:1           | 0:4            |
| Бурунди                    | 2:2  | Зимбабве           | 2:1           | 0:1            |
| Гамбија                    | 2:6  | Алжир              | 1:2           | 1:4            |
| Кенија                     | 2:2  | Того               | 2:1           | 0:1            |
| Сао Томе и Принсипе        | 4:5  | Сијера Леоне       | 2:1           | 2:4            |
| Гвинеја Бисао              | 0:2  | Камерун            | 0:1           | 0:1            |
| Чад                        | 3:4  | Малави             | 3:2           | 0:2            |
| Сејшели                    | 0:7  | ДР Конго           | 0:4           | 0:3            |
| Танзанија                  | 2:2  | Мозамбик           | 1:1           | 1:1 (пен. 6:7) |
| Централноафричка Република | 3:4  | Египат             | 2:3           | 1:1            |
| Мадагаскар                 | 1:7  | Зеленортска Острва | 0:4           | 1:3            |
| Либерија                   | 1:0  | Намибија           | 1:0           | 0:0            |

## Друга рунда
- Друга рунда се игра 7-9 септембра и 12-14 октобра 2012.

| Тим #1                     | рез. | Тим #2                | прва утакмица | друга утакмица |
| -------------------------- | ---- | --------------------- | ------------- | -------------- |
| Мали                       | 7:1  | Боцвана               | 3:0           | 4:1            |
| Зимбабве                   | 3:3  | Ангола                | 3:1           | 0:2            |
| Гана                       | 3:0  | Малави                | 2:0           | 1:0            |
| Либерија                   | 3:8  | Нигерија              | 2:2           | 1:6            |
| Замбија                    | 1:1  | Уганда                | 1:0           | 0:1 (пен. 9:8) |
| Зеленортска Острва         | 3:2  | Камерун               | 2:0           | 1:2            |
| Мозамбик                   | 2:4  | Мароко                | 2:0           | 0:4            |
| Сијера Леоне               | 2:2  | Тунис                 | 2:2           | 0:0            |
| Гвинеја                    | 1:2  | Нигер                 | 1:0           | 0:2            |
| Судан                      | 5:5  | Етиопија              | 5:3           | 0:2            |
| Либија                     | 0:3  | Алжир                 | 0:1           | 0:2            |
| Обала Слоноваче            | 6:2  | Сенегал               | 4:2           | 2:0            |
| ДР Конго                   | 5:2  | Екваторијална Гвинеја | 4:0           | 1:2            |
| Габон                      | 2:3  | Того                  | 1:1           | 1:2            |
| Централноафричка Република | 2:3  | Буркина Фасо          | 1:0           | 1:3            |